# Zemeros albipuncta
Zemeros albipuncta är en fjärilsart som beskrevs av William Lucas Distant och William Burgess Pryer 1897. Zemeros albipuncta ingår i släktet Zemeros och familjen Riodinidae. Inga underarter finns listade i Catalogue of Life.